# 沈运泰
沈运泰，安徽灵璧人，是一名清朝政治人物。拔贡出身。
沈运泰曾于1732年接替宁基丕任青浦县知县一职，1732年由胡应葵接任。